# Liste der Baudenkmäler in Nandlstadt

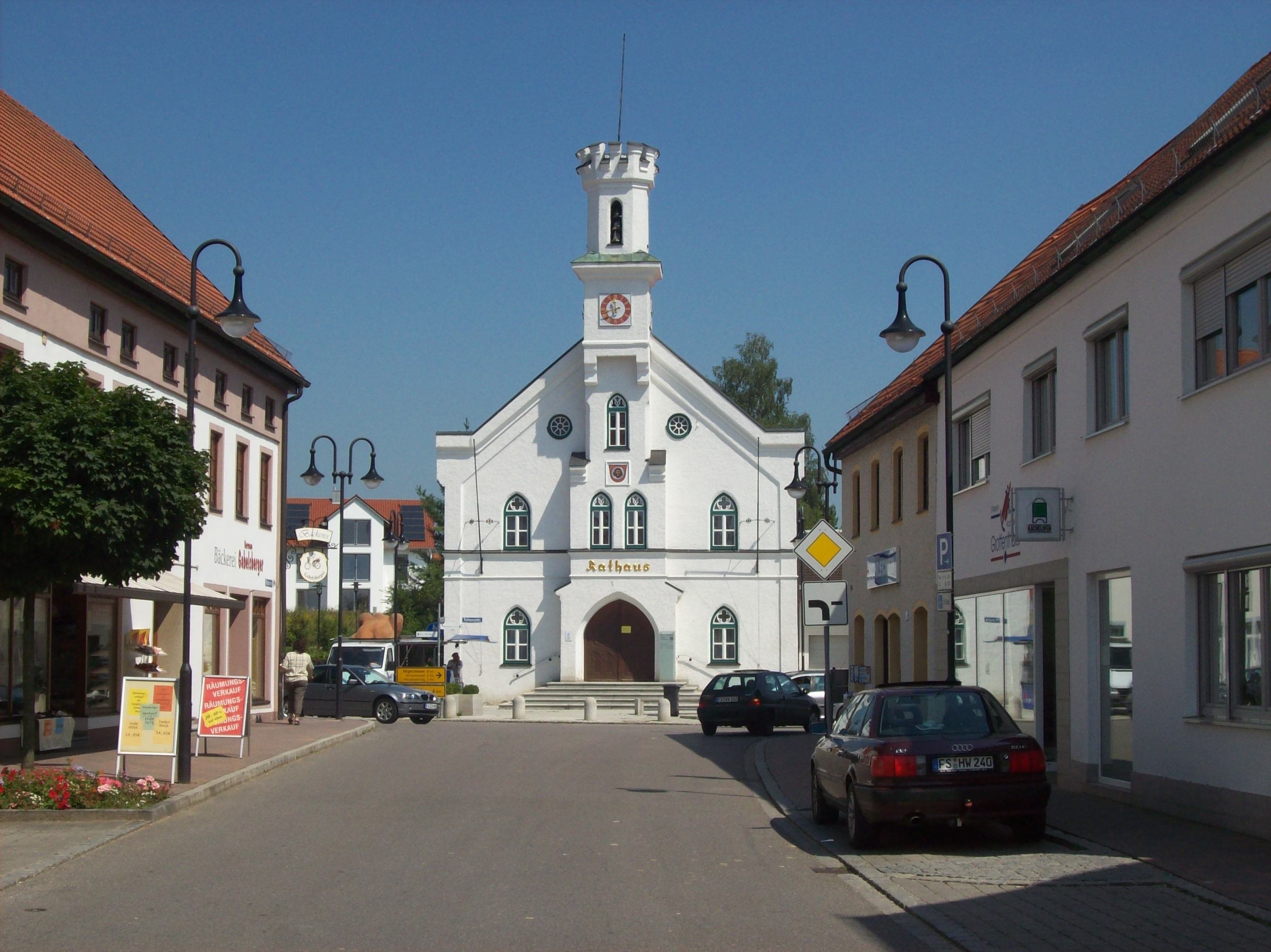
Rathaus in Nandlstadt

Auf dieser Seite sind die Baudenkmäler in dem oberbayerischen Markt Nandlstadt zusammengestellt. Diese Tabelle ist eine Teilliste der Liste der Baudenkmäler in Bayern. Grundlage ist die Bayerische Denkmalliste, die auf Basis des Bayerischen Denkmalschutzgesetzes vom 1. Oktober 1973 erstmals erstellt wurde und seither durch das Bayerische Landesamt für Denkmalpflege geführt wird. Die folgenden Angaben ersetzen nicht die rechtsverbindliche Auskunft der Denkmalschutzbehörde.

## Ensemble
- Marktstraße: Das Ensemble umfasst den regelmäßigen, nordsüdlich gerichteten Hauptzug der Nandlstädter Marktstraße mit dem auf der Höhe der Kirche westlich abbiegenden und leicht ansteigenden Teil. Der Ort, 1255 zuerst genannt, erhielt wahrscheinlich 1386 durch die niederbayerischen Herzöge Marktrechte. Die spätmittelalterliche Bebauung des Marktes fiel dem Dreißigjährigen Krieg zum Opfer, die Bebauung des 17./18. Jahrhunderts wurde im späten 19. Jahrhundert mit fortschreitender Entwicklung Nandlstadts zu einem der Hauptorte des Holledauer Hopfenanbaugebiets völlig durch Neubauten ersetzt. 1865 wurde die neugotische Pfarrkirche errichtet, der städtebaulich die Funktion eines Gelenks zwischen unterem und oberem Markt zukommt und deren im Kern gotischer Turm das Ensemble beherrscht, 1884 entstand das neugotische Rathaus mit seinem zinnenbekrönten Turm, das den Markt im Norden abschließt.
 Zweigeschossige, streng traufseitige Bebauung der Zeit um 1900, darunter einige Gasthöfe, fassen die Platzseiten des unteren Marktes ein. Im ansteigenden oberen Teil herrscht offene, zum Teil villenartige, zum Teil neubarocke Bebauung des frühen 20. Jahrhunderts vor.

Aktennummer: E-1-78-144-1

## Baudenkmäler nach Ortsteilen

### Nandlstadt
| Lage                                  | Objekt                                                           | Beschreibung | Akten-Nr.     | Bild           |
| ------------------------------------- | ---------------------------------------------------------------- | --- | ------------- | -------------- |
| Bahnhofstraße (Standort)              | Kriegerdenkmal für 1914/18                                       | Stele mit bekrönender Soldatenfigur | D-1-78-144-1  | weitere Bilder |
| Bahnhofstraße 6 (Standort)            | Ehem. Genossenschaftliche Hopfentrocknungs- und Präparieranstalt | dreigeschossiger Sichtziegelbau mit Satteldach, segmentbogigen Fenstern und Sohlbankgesims, westlich angebaut Doppelhopfendarre mit Kamin, nach Plänen von Josef Houzer, 1898 | D-1-78-144-40 | BW             |
| Freisinger Straße 1 (Standort)        | Gasthof Oberbräu                                                 | Zweigeschossiger Eckbau mit Schweifgiebeln, Zwerchhaus und Erkern, modern-barockisierend, bezeichnet mit 1909 Vergleiche Ensemble Marktstraße                                 | D-1-78-144-2  | weitere Bilder |
| Hausmehringer Straße 4 (Standort)     | Ehemaliges Bauernhaus                                            | Erdgeschossiger Mittertennbau mit Satteldach und Gred, 2. Hälfte 19. Jahrhundert                                                                                              | D-1-78-144-7  | weitere Bilder |
| Hausmehringer Straße 14 (Standort)    | Wohnhaus                                                         | Zweigeschossiger reich gegliederter Satteldachbau mit Giebelobelisken und eisernem Balkon, Ende 19. Jahrhundert                                                               | D-1-78-144-8  | weitere Bilder |
| Kitzberger Feld (Standort)            | Wegkreuz                                                         | Bezeichnet mit 1885 | D-1-78-144-5  | BW             |
| Marktstraße 14 (Standort)             | Wohn- und Geschäftshaus                                          | Zweigeschossiger Eckbau mit reicher Putzzier im Stil der Neurenaissance, Eckerkerturm und flachem Walmdach, um 1900                                                           | D-1-78-144-12 | weitere Bilder |
| Marktstraße 17 (Standort)             | Wohn- und Geschäftshaus                                          | Schmaler zweigeschossiger Putzbau mit neubarocker Schweifgiebelfassade, bezeichnet mit 1901                                                                                   | D-1-78-144-14 | weitere Bilder |
| Marktstraße 19 (Standort)             | Katholische Pfarrkirche St. Martin                               | Neugotischer Saalbau mit eingezogenem Polygonalchor und angefügter zweigeschossiger Sakristei, 1865 errichtet, Westturm Ende 15. Jahrhundert; mit Ausstattung                 | D-1-78-144-16 | weitere Bilder |
| Marktstraße 19 (Standort)             | Marienbrunnen                                                    | Aus Gusseisen in historisierenden Formen, 2. Hälfte 19. Jahrhundert | D-1-78-144-18 | weitere Bilder |
| Marktstraße 19 (Standort)             | Friedhof mit Leichenhaus                                         | Breitgelagerter Walmdachbau mit giebelbekrönter Vorhalle, Anfang 20. Jahrhundert Vier barockisierende Eckkapellen mit geschwungenem Satteldach, gleichzeitig                  | D-1-78-144-22 | weitere Bilder |
| Rathausplatz 1 (Standort)             | Rathaus                                                          | Zweigeschossiger Giebelbau mit reichem neugotischem Fassadenschmuck und vorgelagertem Zinnenturm, 1884                                                                        | D-1-78-144-19 | weitere Bilder |
| Reichertshausener Straße 2 (Standort) | Villa                                                            | Malerischer zweigeschossiger Gruppenbau mit großer Giebelnische, modern-historisierend, Anfang 20. Jahrhundert                                                                | D-1-78-144-21 | weitere Bilder |

### Aiglsdorf
| Lage                    | Objekt                             | Beschreibung | Akten-Nr.     | Bild           |
| ----------------------- | ---------------------------------- | --- | ------------- | -------------- |
| In Aiglsdorf (Standort) | Katholische Filialkirche St. Jakob | Neugotischer Saalbau mit eingezogenem Polygonalchor, Westturm und angefügter Sakristei, 1875/80; mit Ausstattung | D-1-78-144-24 | weitere Bilder |

### Airischwand
| Lage                      | Objekt                                 | Beschreibung | Akten-Nr.     | Bild           |
| ------------------------- | -------------------------------------- | --- | ------------- | -------------- |
| Airischwand 11 (Standort) | Katholische Filialkirche St. Silvester | Kleiner spätgotischer Backsteinbau mit eingezogenem Polygonalchor und kräftigem Flankenturm, Ende 15. Jahrhundert; mit Ausstattung | D-1-78-144-25 | weitere Bilder |

### Altfalterbach
| Lage                        | Objekt                                           | Beschreibung | Akten-Nr.     | Bild           |
| --------------------------- | ------------------------------------------------ | --- | ------------- | -------------- |
| In Altfalterbach (Standort) | Katholische Filialkirche St. Johannes der Täufer | Romanischer Saalbau mit stark eingezogener Apsis und spätmittelalterlichem Giebelturm, 1156–1172; mit Ausstattung | D-1-78-144-26 | weitere Bilder |

### Baumgarten
| Lage                           | Objekt                            | Beschreibung | Akten-Nr.     | Bild           |
| ------------------------------ | --------------------------------- | --- | ------------- | -------------- |
| Brünnlweg 5 (Standort)         | Brünnl-Kapelle                    | Kleiner Saalbau mit Polygonalchor und Giebelreiter, 1839; mit Ausstattung                                                                    | D-1-78-144-28 | weitere Bilder |
| Obere Dorfstraße 13 (Standort) | Katholische Pfarrkirche Herz Jesu | Breiter Saalbau mit stark eingezogenem gerade schließendem Chor, angefügter Sakristei und Chorturm, von 1924, im Kern älter; mit Ausstattung | D-1-78-144-27 | weitere Bilder |

### Bockschwaig
| Lage                      | Objekt  | Beschreibung                                      | Akten-Nr.     | Bild |
| ------------------------- | ------- | ------------------------------------------------- | ------------- | ---- |
| In Bockschwaig (Standort) | Kapelle | Kleiner Putzbau, 19. Jahrhundert; mit Ausstattung | D-1-78-144-29 | BW   |

### Figlsdorf
| Lage                    | Objekt                                | Beschreibung | Akten-Nr.     | Bild           |
| ----------------------- | ------------------------------------- | --- | ------------- | -------------- |
| In Figlsdorf (Standort) | Katholische Filialkirche St. Leonhard | Romanisch-gotischer Saalbau mit Polygonalchor, Westturm und angefügter Sakristei, Langhaus im 19. Jahrhundert erneuert; mit Ausstattung | D-1-78-144-30 | weitere Bilder |

### Gründl
| Lage                            | Objekt  | Beschreibung                                                                     | Akten-Nr.     | Bild           |
| ------------------------------- | ------- | -------------------------------------------------------------------------------- | ------------- | -------------- |
| Gründl 14; In Gründl (Standort) | Kapelle | Neugotischer Putzbau mit polygonalem Chorschluss und Dachreiter, 19. Jahrhundert | D-1-78-144-31 | weitere Bilder |

### Tölzkirchen
| Lage                      | Objekt                               | Beschreibung | Akten-Nr.     | Bild           |
| ------------------------- | ------------------------------------ | --- | ------------- | -------------- |
| In Tölzkirchen (Standort) | Katholische Filialkirche St. Michael | Kleiner Saalbau mit östlich angebauter Kapelle und stark eingezogener Apsis, 1921, Chorflankenturm 12. Jahrhundert; mit Ausstattung | D-1-78-144-32 | weitere Bilder |

### Wadensdorf
| Lage                    | Objekt   | Beschreibung | Akten-Nr.     | Bild           |
| ----------------------- | -------- | --- | ------------- | -------------- |
| Wadensdorf 7 (Standort) | Gutshaus | Schlossartiges Wohnhaus mit reicher Fassadengliederung in historisierenden Formen sowie Ziergiebeln mit Zinnenbekrönung, 1866 | D-1-78-144-33 | weitere Bilder |

## Ehemalige Baudenkmäler
Die folgenden Objekte existieren zwar noch, wurden aber aus der Bayerischen Denkmalliste gestrichen.

| Lage                                      | Objekt                      | Beschreibung                                                               | Akten-Nr.       | Bild |
| ----------------------------------------- | --------------------------- | -------------------------------------------------------------------------- | --------------- | ---- |
| Nandlstadt Freisinger Straße 9 (Standort) | Ehemaliges Bauernhaus       | Erdgeschossig, mit Satteldach und Gred, Mitterstallbau, 19. Jahrhundert    | D-1-78-144-3 ?  | BW   |
| Nandlstadt Marktstraße 11 (Standort)      | Mittelrisalit mit Belvedere | Am Wohn- und Geschäftshaus Mittelrisalit mit Belvedere, neubarock, um 1900 | D-1-78-144-11 ? | BW   |
| Nandlstadt Zeilerbergstraße 10 (Standort) | Bauernhaus                  | Erdgeschossiger Mittertennbau mit Greddach, 19. Jahrhundert                | D-1-78-144-23 ? | BW   |